# Václav Renč
Václav Renč (28. listopadu 1911 Vodochody – 30. dubna 1973 Brno) byl český básník, dramatik a překladatel, představitel spirituálního proudu české literatury.

## Život
Narodil se v rodině soudního zřízence Václav Renče a Antonie. Po maturitě na klasickém gymnáziu roku 1930 začal studovat Filozofickou fakultu UK v Praze, kterou absolvoval v roce 1936. (dizertační práce Bergsonovo pojetí intelektu a životního vývoje, rigoróza z filozofie a estetiky.)
Již při studiích (1933–1936) pracoval jako redaktor Svazu knihkupců a nakladatelů a mimo jiné redigoval spolu s Františkem Halasem časopis Rozhledy po literatuře. Po ukončení vysoké školy pracoval na několika místech jako redaktor (Akord, Obnova a Řád), později jako nakladatelský redaktor. V té době spolu s dalšími katolickými spisovateli kritizoval Masaryka a další představitele liberální politiky. V roce 1938 napsal nekrolog Karla Čapka, v němž jej označil za nepřítele číslo tři českého národa a jeho katolicko-křesťanského vědomí. Působil v organizaci Mladá národní jednota.
V letech 1943–1946 byl členem Moravského kola spisovatelů, v letech 1945–1948 dramaturgem olomouckého divadla. Od roku 1947 působil v roli dramaturga ještě v Zemském divadle v Brně.
Po roce 1948 byl, jako ostatně celá katolická skupina, v nemilosti režimu. Roku 1951 byl zatčen a o rok později (1952) ve vykonstruovaném procesu s katolickou inteligencí (tzv. proces se Zelenou internacionálou) odsouzen na 25 let vězení. Propuštěn byl na amnestii v květnu 1962 a rehabilitován až roku 1990. Část svého života prožil ve Fryštáku, kde se usadil se svou ženou Alenou, rozenou Sedlákovou. Ve Fryštáku má pamětní desku umístěnu u vchodu do Městské knihovny na místním penzionu.
Při jeho pohřbu v Brně, podle vzpomínek účastníků, nad hrobem promluvil i básníkův přítel z vězení, litoměřický kněz Josef Helikar. Roku 1998 byl Václavu Renčovi in memoriam udělen Řád T. G. Masaryka II. třídy.
Jeho dcera Zuzana Nováková se stala spisovatelkou, syn Ivan Renč se stal režisérem a spisovatelem, syn Jan Václav Renč byl hudební skladatel, hudebník a textař (zemřel též v 61 letech). Mezi jeho vnoučata patří režisér a herec Filip Renč, skladatel a hudebník Dominik Renč, fotograf Benedikt Renč, režisér a výtvarník Adam Renč, scénografka a výtvarnice Kristina Karmazínová nebo spisovatelky a překladatelky Ester a Luisa Novákovy.

## Dílo
- Jitření, 1933
- Studánky, 1935
- Sedmihradská zem, 1937
- Vinný lis, 1938
- Trojzpěvy, 1940
- Marnotratný syn, 1942
- Císařův mim, 1944
- Perníková chaloupka, 1944
- Barbora Celská, 1944 drama
- Černý milenec, 1947 drama
- Tom Sawyer od řeky Mississippi, 1964, jedná se o divadelní hru pro děti na motivy románu Marka Twaina
- Královské vraždění: Polonius, tragická komedie o pěti dějstvích, 1967
- Hoře z návratu: Dramatická báseň o dvou dílech, 1969
- Popelka nazaretská, 1969
- Setkání s Minotaurem, 1969 jedná se o lyrické básně z let 1963–1967
- Skřivaní věž, 1970 obsahuje i básně z vězení
- Pražská legenda, 1974
- Sluncem oděná, 1979
- České žalmy, 1989
- Kůzlátka a hloupý vlk, 1992 pohádky
- Loretánské světlo, 1992
- Podoben větru, 1994 výbor poezie
- S anděly si nelze připíjet, 2000 II. svazek Vybraných spisů
- Vrstvení achátu, 2000 I. svazek Vybraných spisůPamětní deska Václava Renče na Městské knihovně ve Fryštáku

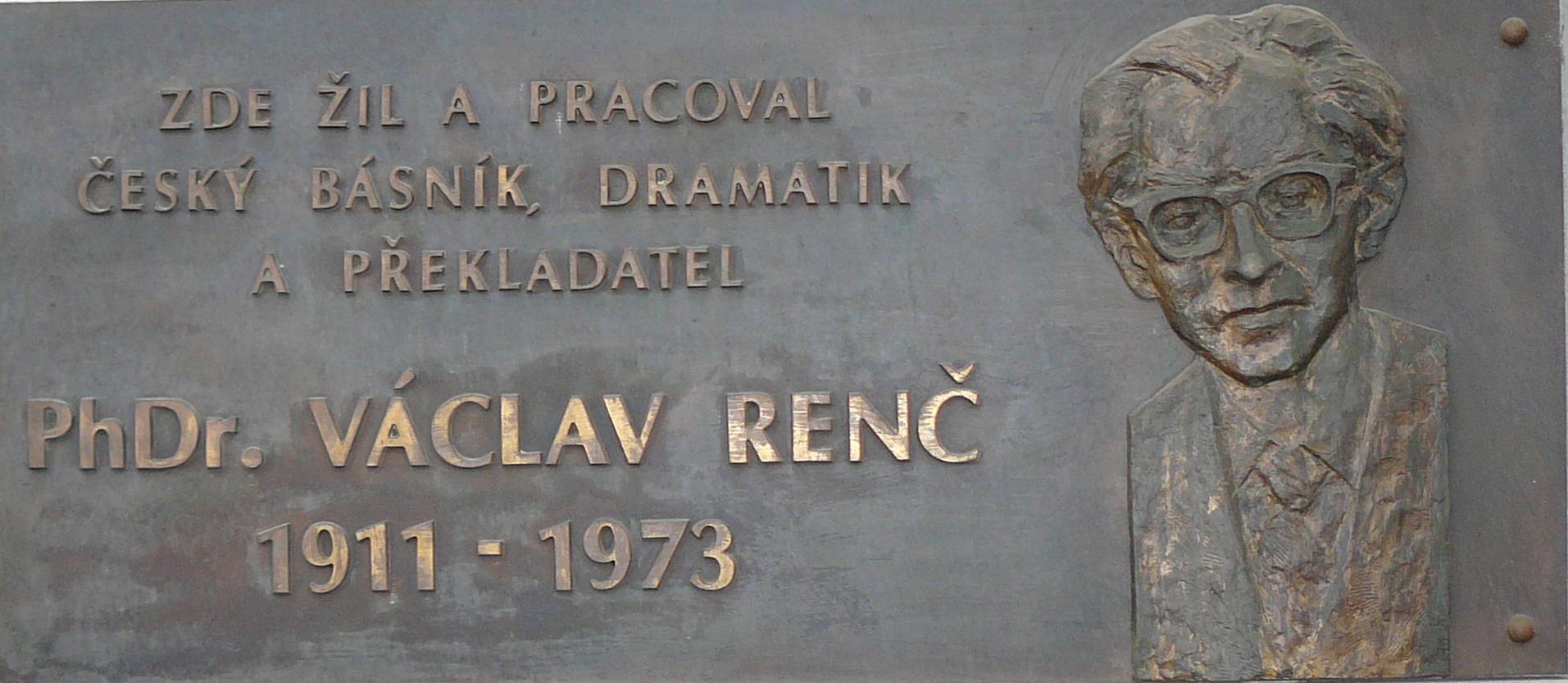
Pamětní deska Václava Renče na Městské knihovně ve Fryštáku

### Překlady
Kromě vlastní tvorby překládal, především z němčiny, angličtiny, francouzštiny, italštiny a polštiny. Z angličtiny např. volně převedl text písně Blíž k tobě, Bože můj.
- HARDT, Ernst. Blázen Tantris. 1. vyd. Praha: Zemědělské knihkupectví A. Neubert, 1944. 140 s. – drama o pěti aktech